# Sương Hoa điếm
A Frozen Flower (tiếng Hàn: 쌍화점, Hán Việt: Sương Hoa điếm, quán trọ Sương hoa) là một bộ phim Hàn Quốc năm 2008 do Yoo Ha làm đạo diễn. Bộ phim kể về chuyện yêu đương tay ba với đồng tính luyến ái và song tính luyến ái đã vi phạm luật lệ vương tộc. Bối cảnh của bộ phim là triều đại Cao Ly với các diễn viên Jo In Sung, Ju Jin Mo và Song Ji Hyo.
"Sương Hoa Điếm" là một sự kết hợp giữa ba hãng phim lớn là "Showbox" của Đại Hàn, "công ty Điện ảnh Hảo Hảo" của Đài Loan và "công ty Hiểu Quang" của Hồng Kông và đã tạo một cơn sốt hâm mộ tại Hàn Quốc, Đài Loan và Nhật Bản 

## Nội dung
Nhà vua xứ Cao Ly đã xây dựng cho riêng mình một đội thị vệ bao gồm 36 chiến binh trẻ tuổi.
Trong đó người đứng đầu là tướng quân Hong Lim. Hong Lim và nhà vua từ nhỏ đã cùng nhau múa kiếm, đánh đàn nên giữa hai người đã nảy sinh một tình yêu đồng giới.
Tuy nhiên vì mối quan hệ ngoại giao nhà vua đồng ý lấy công chúa của triều Nguyên làm vợ. Tuy cưới nhau đã lâu nhưng nhà vua và vương hậu vẫn chưa động phòng vì nhà vua không thể quan hệ xác thịt với phụ nữ.
Người duy nhất mà ông ngủ cùng là Hong Lim. Vào đúng lúc ấy thì triều đình Nguyên và các đại thần đều gây sức ép buộc nhà vua phải sinh con, nếu không họ sẽ lập em họ của ông lên ngôi vua. Nhà vua quyết định đưa ra một mệnh lệnh kì hoặc đó là ra lệnh cho người tình của ông là Hong Lim quan hệ với vương hậu để bà có thể mang thai. Họ có 3 đêm để thực hiện yêu cầu của nhà vua.
Vào đêm thứ nhất cả vương hậu và Hong Lim đều cảm thấy ngại ngùng và không thể tuân lệnh nhà vua. Nhà vua liền tìm cách thuyết phục Hong Lim và họ đã hoàn thành tốt nhiệm vụ trong hai đêm còn lại. Tuy nhiên vương hậu lại không mang thai và bà ngã bệnh. Hong Lim lén nhà vua và mang trà mật ong tới để giúp bà hạ sốt.
Nhà vua biết chuyện và ông vờ hỏi để thử lòng Hong Lim nhưng anh ta đã chối. Nhà vua quyết định dừng mọi chuyện. Khi Hong Lim ra ngoài làm nhiệm vụ cũng là lúc anh ta cảm thấy băn khoăn về tình cảm của mình khi mà anh ta không thể quên vương hậu cũng như cảm thấy có lỗi với đức vua. Hong Lim mua tặng cho vương hậu một chiếc túi thơm, và bà đã đeo nó trong buổi lễ cầu phúc cho vương tộc như một lời khẳng định tình yêu của bà dành cho Hong Lim.
Cũng trong buổi tiệc ấy hai người đã lén lút gặp nhau trong thư viện. Nhà vua phát hiện ra mọi chuyện, Hong Lim yêu cầu vương hậu hãy rời xa anh ta và cầu xin nhà vua tha thứ. Nhà vua quyết định cho Hong Lim đi trấn ải biên cương để anh ta quên đi vương hậu. Vào đêm cuối cùng thị nữ của vương hậu đến tìm Hong Lim và bảo anh ta đến gặp vương hậu ở thư viện. Vương hậu báo cho anh ta biết bà đã có thai. Khi nhà vua tới thư viện ông phát hiện họ đang làm tình với nhau. Khi ông bắt giữ hai người thì họ xin được chết thay cho nhau. Hong Lim lúc này thú nhận rằng anh ta yêu vương hậu. Trong cơn ghen nhà vua ra lệnh thiến Hong Lim và giam vào nhà giam nhưng những người bạn đã cứu Hong Lim. Khi anh ta nhận ra rằng vương hậu không bỏ trốn cùng anh, anh ta đã quay lại vương cung, nhưng nửa đường anh ta dừng lại vì biết anh ta không thể mang lại hạnh phúc cho vương hậu. Khi anh ta trở lại nơi ẩn náu thì những ngưới bạn đã bị bắt. Nhà vua ra lệnh giết hết những người biết mọi chuyện để con của Hong Lim và vương hậu có thể làm vua. Ông treo đầu của họ ngoài cổng thành. Hong Lim nhìn thấy đầu của một người phụ nữ đeo túi thơm nên anh nghĩ rằng đó là vương hậu nhưng thật ra đó là đầu của người thị nữ và vương hậu vẫn còn sống. Hong Lim vào cung để trả thù cho vương hậu và anh ta cùng với nhà vua xảy ra một cuộc giao chiến nhà vua đâm Hong Lim và hỏi rằng anh ta có yêu ông không? Hong Lim trả lời là không. Nhà vua bị sốc và trong lúc ông sơ hở Hong Lim đã đâm chết ông lúc đó một thị vệ đã chém vào vai anh ta. Vương hậu xuất hiện và gọi tên Hong Lim. Anh quay lại nhìn vương hậu, kinh ngạc và mừng rỡ khi nàng còn sống, nhưng anh đã hấp hối nên chỉ có thể đưa mắt nhìn nàng bị người ta kéo đi. Rồi Hong Lim quay lại nhìn nhà vua, và cứ nhìn mãi cho đến lúc sinh mệnh tan dần. Cả hai người chết đi kéo theo sự sụp đổ của vương triều Cao Ly.

## Diễn viên
- Jo In Sung vai Hong Lim
- Ju Jin Mo vai nhà vua
- Song Ji Hyo vai hoàng hậu
- Shim Ji Ho vai Seung Gi
- Im Ju Hwan vai Han Baek
- Ye Wook hwan vai Im Bo
- Song Joong Ki vai No Tak
- Jang Ji Won vai Bo Meok
- Kim Choon Gi vai Hwang Nae Kwan
- Lee Jong Goo vai Tae Sa
- Kwon Tae Won vai Jo Il Moon
- Do Young Goo vai Gi Won Hong
- No Min Woo vai Min Woo
- Do Ye Seong vai Choi Kwan
- Hong Jong Hyun vai Geon Ryong-wie

## Bên lề
A Frozen Flower dựa trên một câu chuyện có thật của triều đại Cao Ly Triều Tiên và lấy tựa từ một bài hát thời đó. Bài hát "Sương Hoa điếm" (quán trọ Sương Hoa) mô tả quan hệ tình dục của nam và nữ.